# Nastanthus falklandicus
Nastanthus falklandicus es una especie de fanerógama en la familia Calyceraceae. 
Es endémica de las islas Malvinas. Sus hábitats son costas rocosas. Está amenazada por pérdida de hábitat. Se encuentra restringida a la costa sureña de la isla Gran Malvina, donde solo existe en un radio de 10 km² de dos establecimientos rurales.